# Zahara de los Atunes.
Zahara de los Atunes. är en strand i Spanien.   Den ligger i provinsen Provincia de Cádiz och regionen Andalusien, i den södra delen av landet, 500 km söder om huvudstaden Madrid.